# Triphleba aprilina
Triphleba aprilina är en tvåvingeart som först beskrevs av Schmitz 1918.  Triphleba aprilina ingår i släktet Triphleba och familjen puckelflugor. Inga underarter finns listade i Catalogue of Life.